# Thomas Briels
Thomas Briels, né le 23 août 1987, est un joueur de hockey sur gazon international belge évoluant au poste de buteur au KHC Dragons.

## Palmarès
- Vainqueur de la Coupe du monde de hockey sur gazon 2018
- 2e aux Jeux olympiques d'été de 2016
- Vainqueur du  Championnat d’Europe de hockey sur gazon 2019